# Mphile Tsabedze
Mphile Tsabedze (ur. 4 kwietnia 1985) – suazyjski piłkarz występujący na pozycji pomocnika, reprezentant Eswatini, w którym to gra od 2007 roku.

## Kariera klubowa
Mphile Tsabedze karierę klubową rozpoczął w 2007 roku w rodzimym klubie Mhlambanyatsi Rovers FC, w którym grał jeden sezon. Następnie przeniósł się do Mbabane Highlanders, w którym to również grał jeden sezon. Następnym jego klubem jest Young Buffaloes FC, którego barwy reprezentuje do dzisiaj (7 lipca 2012).

## Kariera reprezentacyjna
Mphile Tsabedze gra w reprezentacji od 2007 roku; jak na razie rozegrał dwanaście spotkań, w których strzelił jednego gola.